# Melophorus wheeleri
Melophorus wheeleri är en myrart som beskrevs av Auguste-Henri Forel 1910. Melophorus wheeleri ingår i släktet Melophorus och familjen myror. Inga underarter finns listade i Catalogue of Life.